# Parcul Expo
Parcul Expo (sau Expo Parc) este un parc orășenesc public situat în partea de est a Piteștiului, în cartierul Calea București (Ceair), deschis în anul 1976. Parcul se află aproape de centrul orașului și de ieșirea din oraș spre A1, DN73 și DN7. 
În centrul parcului se află Lacul Expo, care găzduiește rățuște, pești și broaște țestoase, iar în jurul lacului, printre peisaje diverse, se întind alei largi, ideale pentru roller-patinatori și bicicliști.
Parcul conține mai multe spații verzi, totalizând aproximativ 200 de arbori mari și 1500 de arbuști și având o vegetație cu înflorire alternativă, specifică tuturor anotimpurilor. De asemenea, parcul dispune de spații create pentru toate categoriile de vârstă, locuri de joacă pentru copii, mese pentru șah și tenis de masă, spații pentru câini, folosind totodată și sisteme alternative de producere a energiei pentru iluminare cu LED-uri, mai exact panouri solare cu celule fotovoltaice, și beneficiind de un sistem de irigație.
Parcul Expo a beneficiat și de implicarea companiei OMV Petrom, care a susținut inițiativele de dezvoltare și reamenajare a acestuia. OMV Petrom este una dintre cele mai mari companii de energie din România, cunoscută pentru implicarea sa în proiecte de responsabilitate socială, inclusiv în domeniul protecției mediului și al dezvoltării infrastructurii verzi.